# 鈴木稔
鈴木稔（すずき みのる、1962年（昭和37年）7月10日 - ）とは、栃木県芳賀郡益子町の「益子焼」の陶芸家である
。
轆轤ではなく「割型」と呼ばれる作陶手法を用いて作陶活動を続けている。
そして2009年（平成21年）から開催されているアートイベント「土祭」から生まれた益子町の地域コミュニティーグループ「ヒジノワ」の代表を務め、また2011年（平成23年）3月11日に発生した東日本大震災がきっかけで生まれたNPO団体「MCAA」の設立に関わるなど、「益子町のまとめ役」も務めている。

## 来歴

### 「渇望」と陶芸との出会い
1962年（昭和37年）7月10日、埼玉県に生まれる。
埼玉県の進学高校に入学した後、中学校までの自信が打ち砕かれ、何事にも無気力になった。授業中は好きなマンガを描いていたという。
大学受験の時に合格する見込みが無いと考えて受験を放棄した事もあった。この時はあてどもなく鎌倉を歩き、弁当を食べようとしたとき、作ってくれた母の顔が浮かんだ。「このままではダメだ」と我に返り、一浪し猛勉強の末、早稲田大学教育学部に入学した。
そして大学のサークル「美術研究会」で陶芸に出会った。何か熱中出来るものを、と渇望していたのかもしれない。すぐに轆轤の面白さにハマり、在学中飽きることなく轆轤に熱中した。1年生の時点でのレベルは皆横一線であり、やればやるほど轆轤が上達した。OBである瀧田項一に師事した陶芸家・設楽享良などの先輩たちもよくやってきて打ち解けた雰囲気も好きだった。
ゼミの研究テーマとした柳宗悦の「民藝論」の源流であった英国の工芸家・ウィリアム・モリスの労働思想に影響を受け、天才と謳われた益子の陶芸家であった故・加守田章二の回顧展で観た作陶作品が胸に迫り、大学3年生になる頃には有名百貨店の展示会に参加出来るまでになったこともあり、就職など眼中に無くなり「陶芸を生涯を掛ける仕事にしたい」と考えるようになった。就職して企業の歯車になるよりも手応えがあると考えた。しかしそれは世の中を知らなかった若さ故の考え方であった。

### 益子での日々
1985年（昭和60年）に早稲田大学を卒業したあと、バイクで全国の窯元を訪ね歩き、東京都内の陶芸教室で講師も務めた。そして「焼き物の地へ行けばなんとかなるか」と考えた。
学生時代から縁のあった益子へ24歳の時にやってきて、知人である益子の陶芸家・古木良一が経営していた「益子陶芸倶楽部」の手伝いをし始めた。
実は、最初は益子は作陶活動の場としての選択肢に無かった。しかし益子に滞在する内に、柳宗悦の「民藝運動」の同志でもあった濱田庄司の作品などをよく観ていくと、土を吟味し登り窯で焼かれたいい器があることに気付き、「益子焼はいいかもしれない」と思い始めた。そして益子の土や釉薬を調べていくと、歩いていける範囲に「焼き物の材料」が全てあることに気が付いた。こうして益子に魅せられた鈴木は、益子の地で作陶する生活を始めた。
当時はバブル経済真っ只中だったこともあり、益子陶器市で出店すれば陶器がどんどん売れて、陶器の店を開き、作れば作るほど陶器が売れていった。同じような暮らし方をする仲間もいたので毎日が楽しかった。
しかし28歳になったある日、このままでは東京で個展を開ける作家には絶対になれない、とふと思い至ってしまった。
1991年（平成3年）6月、その刺激的な仕事を観て憧憬の念を抱いていた益子の陶芸家・高内秀剛を紹介してもらい弟子入りし、本格的に陶芸の修業をすることになった。そして今まで自分の腕を過信し、ただの人真似で作り続け、漫然と作陶していたことを思い知らされた。
その後、仕事に対する姿勢が180度変わった。弟子仲間たちと焼き物談義に花を咲かせ、いい土が出ると聞けば貰いに行き、釉薬になるかもしれないと石のかけらを焼いてみたり、高内の窯場に転がっている陶器のかけらや食卓に出された器に触れていくうちに、益子の伝統的な釉薬である柿釉や糠白釉に傾倒していった。
こうして4年半もの刺激的な修業の日々を過ごし、自分を知り、作家としての生き方を教わった。しかし大いに影響を受けた結果、作品に高内の影響が出てしまい、「高内秀剛の弟子」のイメージが長く付くことになり、しばらくの間、足掻くことになった。

### 「割型」との出会い
1996年（平成8年）1月に独立し、2006年（平成18年）には登り窯も築窯した。
陶芸業界の窮屈な面に腐りながらも前に進むべく自分に渇を入れていった。
そしてとある料理屋で「割型」で作陶された真四角の向付の器に出会った。
「割型」という石膏で作られた型に粘土を押し当て、器となる各々のパーツを作り、繋ぎ合わせて成形していく。
柳宗悦や濱田庄司の同志であった河井寛次郎の向付を見る機会があり、想像で型を作り作陶してみたら、同じものを作ることが出来た。
教えてくれる陶芸家はいなかったので、独学で手探り状態の中で試行錯誤をしながら研究していった。そうしていろいろと作るうちに、自分は「割型」が得意のようだ、と気が付き「割型」一つで作陶活動をしていくことにした。
「型での作陶は陶芸家の仕事ではない」「型の作陶では量産が出来ない」と批判する人もいたが、割型の作陶でしか作れないフォルムの美しさにこだわり、さらに登り窯の薪の炎による深い味わいの焼上がりも伴った、濱田庄司でもなければ高内秀剛でもない、鈴木稔自身の作品を完成させていった。

### 益子町のまとめ役
2009年（平成21年）秋。益子町の「町おこし」のアートイベントとして「土祭」が初めて開催された。
そして「土祭」に関わった有志たちが、「土祭」で繋がった人たちの連携を生かすためのコミュニティーグループ「ヒジノワ」を立ち上げ鈴木も参加した。そして2016年（平成28年）から鈴木は「ヒジノワ」の代表となった。
2011年（平成23年）3月11日に発生した東日本大震災では益子町のあらゆる陶器作品や登り窯が壊滅的な被害を受け、鈴木の登り窯も倒壊してしまった。激しく落胆し仕事も手に付かない状態になってしまった。
この時に、益子焼の陶芸家であり人間国宝でもあった島岡達三の、数多くの海外の弟子たちから義援金が寄せられ、益子町の窯の修復の支援金として用いられるように「TATSUZO地震災害支援復興基金」を設立。。鈴木は基金設立に関わった。
その際に当時の益子町に400人以上もいた陶芸家たち全てを把握するのは困難であり、「益子町の陶芸家同士のネットワーク作り」が必要となり、益子町の陶芸家の有志が集まりNPO法人「MCAA」が設立され、鈴木はMCAA代表及び理事長となり、その立ち上げに寄与した。
2012年（平成24年）5月6日。東日本大震災の記憶も消えない中、真岡市や益子町を通過する大竜巻が発生した。益子町の陶芸家・竹下鹿丸一家や榎田博、そして陶壁作家・藤原郁三の住宅や作業場など
震災に続き竜巻による二重被害を受けた。
その状況下、代表である鈴木は「MCAA」のメンバーを取りまとめ、災害ボランティアを迅速に組織し、瓦礫の撤去などの被災支援に乗り出した。
2013年（平成25年）には登り窯を新たに築窯し、2015年（平成27年）に行われた「土祭2015」には同じ益子焼の陶芸家である若杉集の誘いにより企画「益子の原土を継ぐ」に参加。3種類の益子原土で作陶し、新しい登り窯で作品を焼いた。

## 参考資料
- 近藤京嗣 著、近藤京嗣 編『益子の陶芸家 平成１２年』近藤京嗣（自家出版）、2000年11月、64頁。真岡市立図書館 検索結果、矢板市立図書館 検索結果、大田原市立図書館 検索結果。
- 佐藤秀人 編『器を楽しむ』株式会社世界文化社〈家庭画報特選〉、2004年5月1日、71-73頁。ISBN 9784418041213。
- 『焼物の里を訪ねて　益子・笠間　器の里、最新ガイド。』株式会社 枻出版社〈エイムック 1816〉、2009年10月20日、12-13,15,18,42,65-67頁。ISBN 9784777914579。
- 散歩の達人MOOK編集部 編『日光 那須 益子　栃木の街さんぽ＆温泉』株式会社交通出版社〈散歩の達人MOOK M8〉、2014年4月16日、51頁。ISBN 9784330444147。
- 益子町 編『土祭 2009-2015』有限会社 里文出版、2016年3月30日、198-199頁。ISBN 9784898064399。
- 松原亨,カーサ ブルータス特別編集 編『器の教科書 ALL ABOUT UTSUWA〈完全保存版〉基礎からわかる、器のすべて！』マガジンハウス〈マガジンハウスムック MAGAZINE HOUSE MOOK extra issue〉、2016年9月10日、177頁。ISBN 9784838751259。
- 萩原健太郎『暮らしの民藝② うつわと食卓』株式会社エクスナレッジ、2022年10月3日、13,20頁。ISBN 9784767830612。